# Đại Thái Giám
Đại Thái Giám (tiếng Trung: 大太监; tiếng Anh: The Confidant), là một bộ phim do đài truyền hình TVB sản xuất với đề tài Thanh cung. Bộ phim cũng được lấy bối cảnh tại phim trường Hoành Điếm và được FAFIM Việt Nam lồng tiếng Việt.

## Nội dung chính
Bộ phim được lấy bối cảnh vào thời kỳ chính biến Tân Dậu, lúc đó chính phủ Đại Thanh đã hai lần chiến bại trong cuộc thanh trừng chiến tranh nha phiến. Hàm Phong Hoàng đế băng hà, con trai độc nhất Tải Thuần được lập làm Hoàng đế, vượt qua tranh đoạt, Cung Thân vương Dịch Hân và Lưỡng cung Hoàng thái hậu liên kết diệt trừ Túc Thuận và Cố mệnh Bát đại thần.
Lý Liên Anh cùng Ngạch Nhĩ Đức Đặc Thiến Dung (与额尔德特·倩蓉) từ nhỏ đã vào cung, ở Cảnh Nhân cung hầu hạ Uyển Thái tần đã thất thế từ lâu. Mà Lý Liên Anh bái thái giám được sự sủng ái của Hàm Phong Đế là Lưu Đa Sinh (刘多生) làm sư phụ.
Khi Từ An Thái hậu và Từ Hi Thái hậu bị giam cầm ở hành cung Nhiệt Hà, An Đức Hải đã liều mạng cầu cứu Cung Thân vương giúp đỡ, sau khi Từ Hi Thái hậu đoạt lại quyền, An Đức Hải lập được đại công nên trở thành thủ lĩnh thái giám bên người rất được sủng ái bên người của Từ Hi Thái hậu.

## Phân vai

### Nhân vật chính
| Diễn viên         | Nhân vật lịch sử         | Vai diễn                                                     | Cư ngụ                                                     | Ghi chú |
| ----------------- | ------------------------ | ------------------------------------------------------------ | ---------------------------------------------------------- | --- |
| Mễ Tuyết          | Từ Hi Hoàng thái hậu     | Từ Hi Hoàng thái hậu (Tây Thái hậu/Thánh mẫu Hoàng thái hậu) | Trường Xuân cung                                           | Từ Hi Hoàng thái hậu vốn là mẹ ruột của Đồng Trị Đế, nhưng vì không chấp nhận Đồng Trị Đế cưới A Lỗ Đặc Bảo Âm làm Hoàng hậu mà xảy ra tranh chấp, tình cảm mẹ con sứt mẻ.                                                                                              |
| Thiệu Mỹ Kỳ       | Từ An Hoàng thái hậu     | Từ An Hoàng thái hậu (Đông Thái hậu/Mẫu hậu Hoàng thái hậu)  | Chung Tuý cung                                             | Từ An Hoàng thái hậu cùng Từ Hi Hoàng thái hậu tranh đấu gay gắt. Có tình yêu sâu đậm đơn phương dành cho Cung Thân vương Dịch Hân. Bị bệnh ung thư bao tử, phải dùng thuốc phiện trị đau, cuối cùng thần trí không bình thường.                                        |
| Lê Diệu Tường     | Thái giám Lý Liên Anh    | Lý Liên Anh                                                  | Thăng Bình sở, Cảnh Nhân cung, Đả Tảo sở, Trường Xuân cung | Thăng Bình sở Thái giám → Cảnh Nhân cung Thái giám → Đả Tảo sở Thái giám → Trường Xuân cung thái giám → Trường Xuân cung thất phẩm thái giám. Có công rất lớn trong việc dẹp loạn biến chuyển chốn hậu cung, nhận được rất nhiều sự tin tưởng của Từ Hi Hoàng thái hậu. |
| Tào Vĩnh Liêm     | Thái giám An Đức Hải     | An Đức Hải                                                   |                                                            | Ban đầu là thái giám bên người của Hàm Phong Đế, trở thành thái giám Thất phẩm cận thân của Từ Hi Hoàng thái hậu. Về sau chịu sự uy hiếp của Từ An Hoàng thái hậu ép Diêu Song Hỷ vu hãm Từ Hi Hoàng thái hậu mà bắt giam, cuối cùng bị Từ Hi Hoàng thái Hậu xử tử.     |
| Trương Quốc Cường | Cung Thân vương Dịch Hân | Cung Thân vương Dịch Hân (còn gọi là Lục vương gia)          | Cung Thân vương phủ                                        | Ông vốn là con trai thứ sáu của Đạo Quang Đế, là một trong những người có quyền cùng Lưỡng cung Thái hậu thảo luận chính sự. Được Từ An Hoàng Thái hậu yêu đơn phương trong nhiều năm.                                                                                  |

### Nhân vật hoàng tộc
| Diễn viên      | Nhân vật lịch sử            | Vai diễn                                                             | Cư ngụ         | Ghi chú |
| -------------- | --------------------------- | -------------------------------------------------------------------- | -------------- | --- |
| Lương Liệt Duy | Đồng Trị Đế                 | Đồng Trị Đế Tải Thuần                                                | Dưỡng Tâm điện | Tải Thuần vốn là con của Từ Hi Hoàng thái hậu, nhưng từ nhỏ đã xa cách Từ Hi Thái hậu, được Từ An Thái hậunuôi dưỡng bên người. Khi lớn lên quyết định cưới A Lỗ Đặc Bảo Âm làm Hoàng hậu nhưng vấp phải sự phản đối của Từ Hi Thái hậu. Về sau hành vi phóng túng nên mắc bệnh hoa liễu, cuối cùng uống thuộc độc mà băng hà. |
| Đường Thi Vịnh | Hiếu Triết Nghị Hoàng hậu   | A Lỗ Đặc Bảo Âm (còn gọi là Gia Thuận Hoàng hậu hay Bảo Âm tiểu chủ) | Khôn Ninh cung | Tuy Bảo Âm được gả cho Đồng Trị Đế nhưng vấp phải sự phản đối cực lực của Từ Hi Thái hậu, cho nên không hòa hợp với người mẹ chồng là Từ Hi Thái hậu. Về sau cấu kết với Từ An Thái hậu có ý đồ bất chính nên bị cấm túc Khôn Ninh cung.                                                                                       |
| Trần Nhân Mỹ   | Thọ Trang Cố Luân công chúa | Hoà Thạc công chúa                                                   | Thọ An cung    | Là con gái thứ chín của Đạo Quang Đế, sau khi lớn được Từ An Thái hậu gả cho ngạch phò Đức Huy, không lâu sau thì Đức Huy qua đời, Hoà Thạc công chúa mang thai trở về cung, sau bị trụy thai. Một lần bệnh cũ tim đập nhanh tái phác dẫn đến hôn mê, gián tiếp bị Lăng Thiêm Thọ hại chết.                                    |
| Lý Thi Hoa     | Uyển Quý phi                | Uyển Thái tần Tác Xước Lạc Uyển (索绰络·婉)                          | Cảnh Nhân cung | Có mối thù sâu đậm với Từ Hi Thái hậu vì ngỡ Từ Hi Thái hậu đã giết hại con của mình. Về sau nhiều lần ám hại Từ Hi Thái hậu nên bị ban chết. |

### Nhân vật phụ
| Diễn viên       | Vai diễn                                          | Cư ngụ                                                     | Ghi chú |
| --------------- | ------------------------------------------------- | ---------------------------------------------------------- | --- |
| Nhạc Hoa        | Trần Phúc (陈福)                                  | Kính Sự phòng                                              | Thái giám Tứ phẩm của Kính Sự phòng Sau bị Lăng Thiêm Thọ hãm hại mà bị Từ An Hoàng thái hậu tước quyền, sau cùng bị Diêu Song Hỉ độc chết.                                      |
| Trần Quốc Bang  | Bành Tam Thuận (彭三顺)                           | Kính Sự phòng, Dưỡng Tâm điện                              | Thái giám Thất phẩm của Kính Sự phòng, về sau trở thành thái giám cận thân của Đồng Trị Đế.                                                                                      |
| Hồ Định Hân     | Ngạch Nhĩ Đức Đặc Thiến Dung (额尔德特·倩蓉)      | Cảnh Nhân cung, Trường Xuân cung                           | Thiến Dung vốn là cô cô ở Cảnh Nhân cung. Về sau trở thành thị nữ chưởng bút bên cạnh Từ Hi Hoàng thái hậu. Cuối cùng trở thành thị nữ đối thực của Lý Liên Anh.                 |
| Huỳnh Hạo Nhiên | Diêu Song Hỉ (姚双喜)                             | Ngự Dược phòng                                             | Song Hỉ vốn là thái giám của Ngự Dược phòng. Về sau trở thành tổng quản thái giám của Ngự Dược Phòng. Cùng với Hòa Thạc công chúa yêu mến nhau.                                  |
| Tiêu Chính Nam  | Lăng Thiêm Thọ                                    | Thăng Bình sở, Cảnh Nhân cung, Đả Tảo sở, Trường Xuân cung | Thăng Bình sở Thái giám → Cảnh Nhân cung Thái giám → Đả Tảo sở Thái giám → Trường Xuân cung thái giám. Về sau mất đi sơ tâm, làm nhiều chuyện ác khiến Lý Liên Anh phải trở mặt. |
| Mã Hải Luân     | Đô Cẩm Quế Tô (都锦·桂苏) hay còn gọi là Tô ma ma | Chung Tuý cung                                             | Là cô cô hầu hạ bên cạnh Từ An Thái hậu. |

## Nhạc trong phim
| Ca khúc                                 | Trình bày                    | Ghi chú           |
| --------------------------------------- | ---------------------------- | ----------------- |
| Tương Cứu Trong Lúc Hoạn Nạn (相濡以沫) | Quan Thục Di                 | Ca khúc chủ đề    |
| Nhật Nguyệt (日月)                      | Hồ Định Hân và Lê Diệu Tường | Ca khúc cuối phim |